# Heinkel HD 38
L'Heinkel HD 38 fu un aereo da caccia monomotore biplano sviluppato dall'azienda aeronautica tedesca Ernst Heinkel Flugzeugwerke nei tardi anni venti.
Modello derivato dal Heinkel HD 37, o TsKB I-7, prodotto per l'Unione Sovietica, costituì uno dei primi caccia in dotazione, pur non ufficialmente, alla ricostituenda aeronautica militare tedesca.

## Storia del progetto

### Premessa
Nei primi anni venti, al fine di aggirare le limitazioni all'aviazione militare e civile imposte alla Repubblica di Weimar dal Trattato di Versailles, venne iniziata una collaborazione con il costituendo governo dell'Unione Sovietica che prevedeva la realizzazione di stabilimenti nel loro territorio. Gli accordi in seguito, nel 1928, permisero al personale militare del Reichswehr di poter fondare una scuola di volo clandestina per la formazione dei propri piloti presso le strutture dell'aeroporto di Lipeck, dove si testavano anche i nuovi velivoli prodotti su richiesta del governo sovietico da assegnare ai propri reparti della propria aeronautica militare, la Sovetskie Voenno-vozdušnye sily.
Questo permise al Reichswehrministerium, il ministero della difesa tedesco del periodo, di poter sviluppare segretamente i primi velivoli da combattimento emettendo a sua volta delle specifiche per la realizzazione dei modelli, costruiti illegalmente in territorio tedesco, che dovevano ricostituire la propria forza aerea. Un ulteriore passo venne compiuto dall'inizio del 1930, quando cessarono i corsi di formazione per piloti da ricognizione per istituire quelli per piloti da caccia costituendo la WIVUPAL (Wissenschaftliche Versuchs und Preussanstalt fuer Luftfahrzeuge) ed eliminando i vecchi modelli da ricognizione biposto per introdurre i nuovi caccia monoposto realizzati nel periodo.

### Sviluppo
Tra il 1928 ed il 1931 vennero provati circa una ventina di nuovi modelli realizzati dalla Arado Flugzeugwerke, gli SD H, SD III, SSD I, Ar 64 e Ar 65, dalla Junkers, il biposto K 47, dalla Dornier-Werke, il biposto Do 10, dalla Heinkel Flugzeugwerke, gli HD 38, HD 45 e HD 46, e dalla Focke-Wulf con gli S 39 e A 40 da ricognizione.
L'HD 38 venne sviluppato sull'esperienza del precedente HD 37, o TsKB I-7 secondo la convenzione di designazione dei velivoli sovietici, prodotto su una specifica del governo sovietico per destinarlo alla VVS. Ne venne conservata sostanzialmente la configurazione generale introducendo delle modifiche alla struttura per consentirne un eventuale uso come idrovolante imbarcato con decollo da catapulta.
Il prototipo venne portato in volo per la prima volta il 7 maggio 1929 in territorio tedesco per essere poi portato a Lipeck, presso la WIVUPAL, per concluderne il programma di sviluppo in condizioni operative fino al 1931. Dopo averlo valutato positivamente, il governo tedesco emise un ordine di fornitura per 12 esemplari per fornirlo ad un proprio reparto di volo con il quale rimase in servizio di prima linea fino al 1934, quindi sostituito con modelli più recenti ed assegnato alla scuola di volo di Schleißheim.

## Tecnica
L'HD 38 era un velivolo realizzato in tecnica mista e dall'aspetto, per l'epoca  convenzionale, e che conservava l'impostazione generale del suo predecessore HD 37: monomotore monoposto con configurazione alare biplano-sesquiplana e carrello fisso.

## Utilizzatori
Germania
- Reichswehr

 Germania
- Luftwaffe